# St. Peter (Straubing)

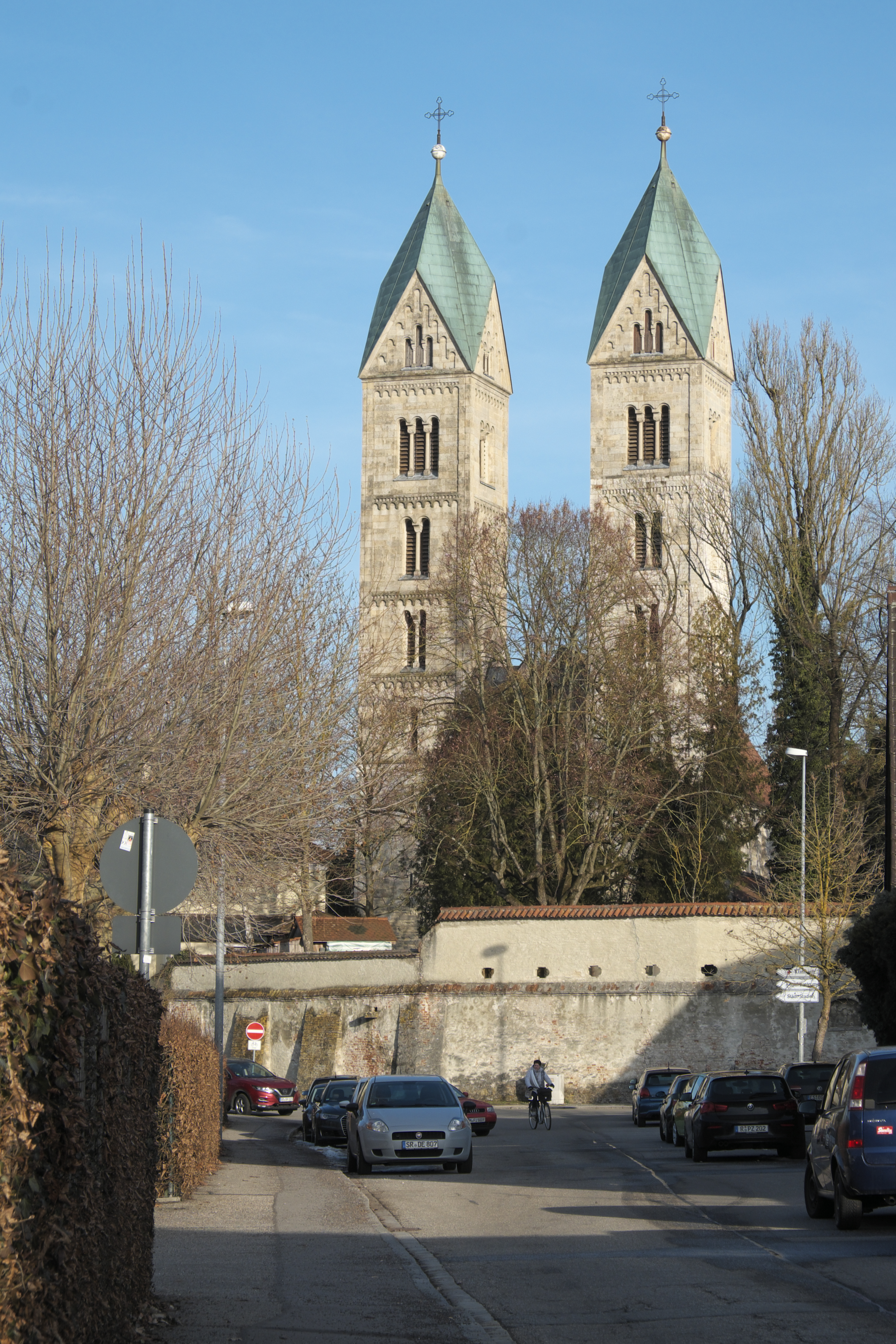
Ehemalige Pfarrkirche St. Peter

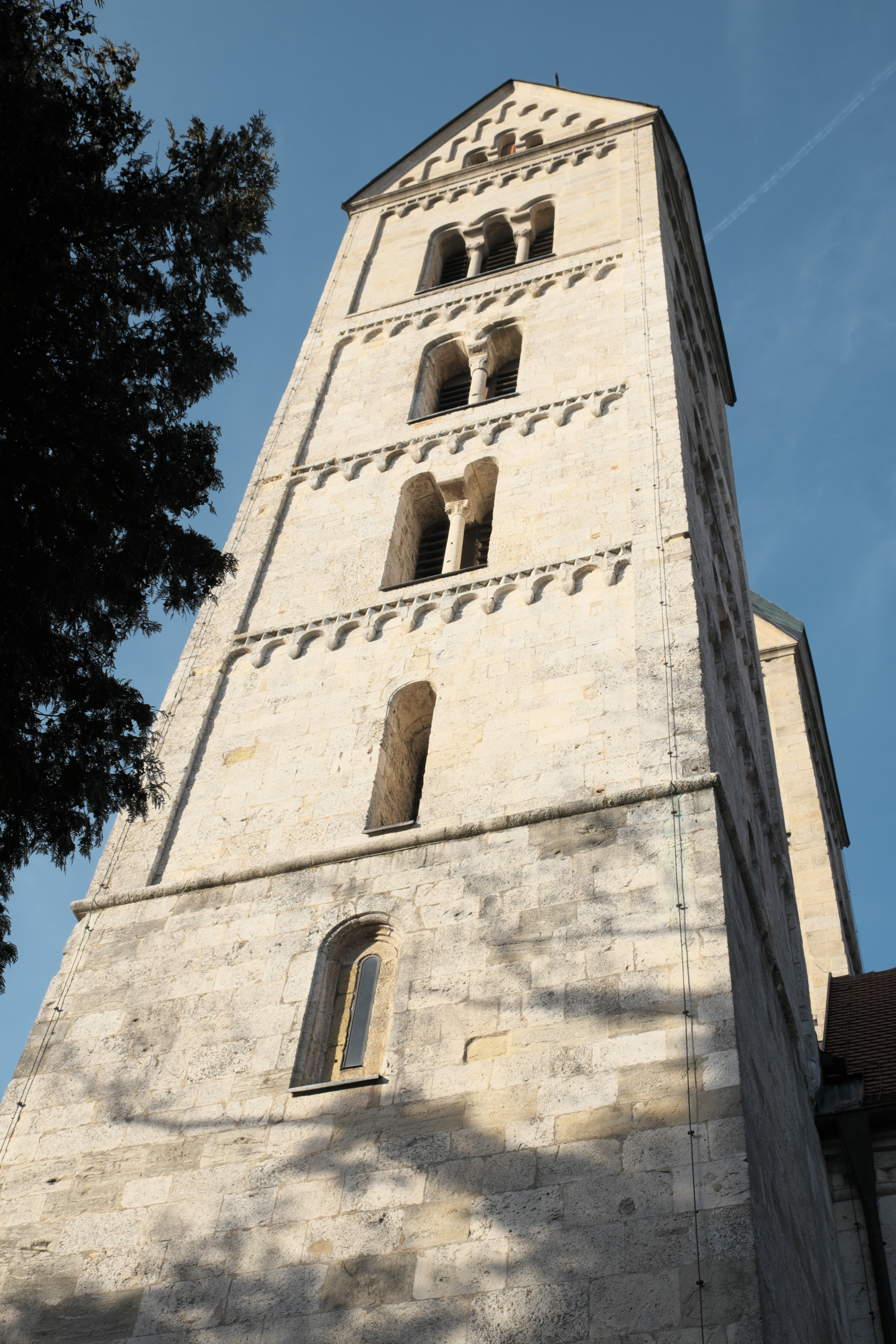
Südturm

Die katholische Filialkirche St. Peter in der niederbayerischen Stadt Straubing war ehemals die Pfarrkirche des etwa einen Kilometer östlich der heutigen Innenstadt, erhöht über dem Südufer der Donau gelegenen, als Altstadt bezeichneten Siedlungsgebietes. Die Kirche ist eine romanische Pfeilerbasilika, die gegen Ende des 12. Jahrhunderts errichtet wurde. Sie liegt inmitten eines Friedhofs mit altem Baumbestand, der von einer Ringmauer umgeben ist und auf dem drei spätgotische Kapellen und zahlreiche Grabmäler aus dem 14. bis 19. Jahrhundert erhalten sind. Die Kirche gehört als Teil der befestigten Friedhofsanlage zu den geschützten Baudenkmälern in Bayern.

## Geschichte
Auf dem Kirchhügel von St. Peter war bereits im letzten Viertel des 3. Jahrhunderts nach Christus ein römisches Kastell angelegt worden. Bei Ausgrabungen im Jahr 1974 wurden hier zwei steinerne Vorgängerbauten der heutigen Kirche nachgewiesen. Ob es davor noch eine ältere Holzkirche gab, konnte nicht geklärt werden. Die erste, aus Stein errichtete Kirche bestand vom 9. Jahrhundert bis mindestens um das Jahr 1000. Nach der Schenkung Straubings an das Augsburger Domkapitel im Jahr 1029 erfolgte im zweiten Viertel des 11. Jahrhunderts eine Verlängerung der karolingischen Saalkirche nach Westen und der Anbau eines vorgelagerten Turms. Ende des 12. Jahrhunderts wurde diese Kirche durch einen größeren Neubau mit drei Apsiden im Osten und zwei Türmen im Westen ersetzt.
In den Jahren 1695/96 wurde die Kirche barockisiert, Haupt- und Seitenschiffe wurden eingewölbt und die Fenster vergrößert. Der gesamte Innenraum wurde mit Stuckdekor überzogen. Im Jahr 1772 wurde der Südturm erhöht. 1866/67 wurde unter dem Regensburger Domvikar Georg Dengler der Innenraum im Stil der Neoromanik neu ausgestaltet und die barocke Ausstattung entfernt. Mit der Erhöhung des Nordturms und den neuen Turmabschlüssen im Jahr 1887 erhielt der Außenbau sein heutiges Aussehen. Der heutige Innenraum entstand bei der Renovierung in den Jahren 1976 bis 1978, bei der man den romanischen Raumeindruck wiederherzustellen versuchte. Damals wurden die Gewölbe entfernt und wieder hölzerne Flachdecken in der ursprünglichen Höhe eingezogen, der Boden wurde tiefer gelegt und die neuromanische Ausstattung beseitigt.
Mit der Weihe der neuen Pfarrkirche St. Michael im Jahr 1956 wurde die Peterskirche, einst die Pfarrkirche der Urpfarrei von Straubing, zu deren Filialkirche.

## Architektur

### Außenbau
Den Grundriss der Kirche bildet einschließlich ihrer drei Apsiden und der beiden Westtürme ein geschlossenes Rechteck. Unter dem Dachansatz verläuft an den Längsseiten und den Apsiden ein Gesims mit Zahnfries, der Ostgiebel und die Apsiden sind außerdem mit einem Blendbogenfries verziert. Die Türme sind durch Ecklisenen und Blendfelder mit Zahn- und Bogenfriesen gegliedert. Sie werden in den unteren Geschossen von Zwillingsfenstern und im Glockengeschoss von Drillingsarkaden durchbrochen. Der Südturm und die unteren drei Stockwerke des Nordturms stammen noch aus romanischer Zeit.

### Westportal

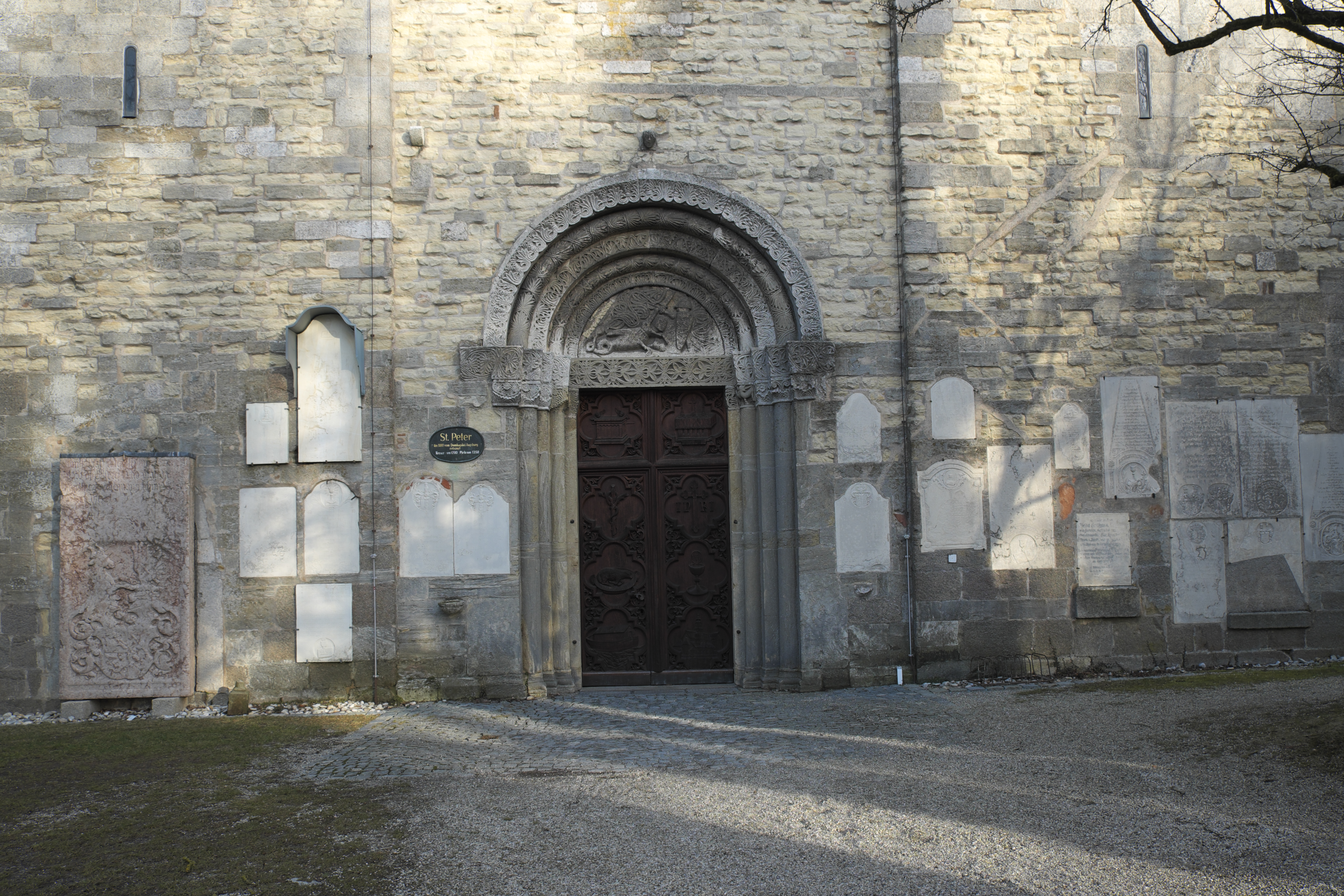
Westportal

Das zweifach gestufte rundbogige Westportal wird von eingestellten Säulen gerahmt, deren Kapitelle mit Palmettenornamenten in flachem Kerbschnitt verziert sind. Die Archivolten weisen ebenfalls einen Dekor mit Palmettenfriesen auf. Auf dem Türsturz sind Lilienblüten dargestellt. Das Relief des Tympanons zeigt einen Ritter, mit einem Schwert und einem großen Schild bewaffnet, im Kampf gegen einen Drachen, der einen anderen Mann verschlungen hat. Die holzgeschnitzten Türflügel stammen aus dem Jahr 1861.

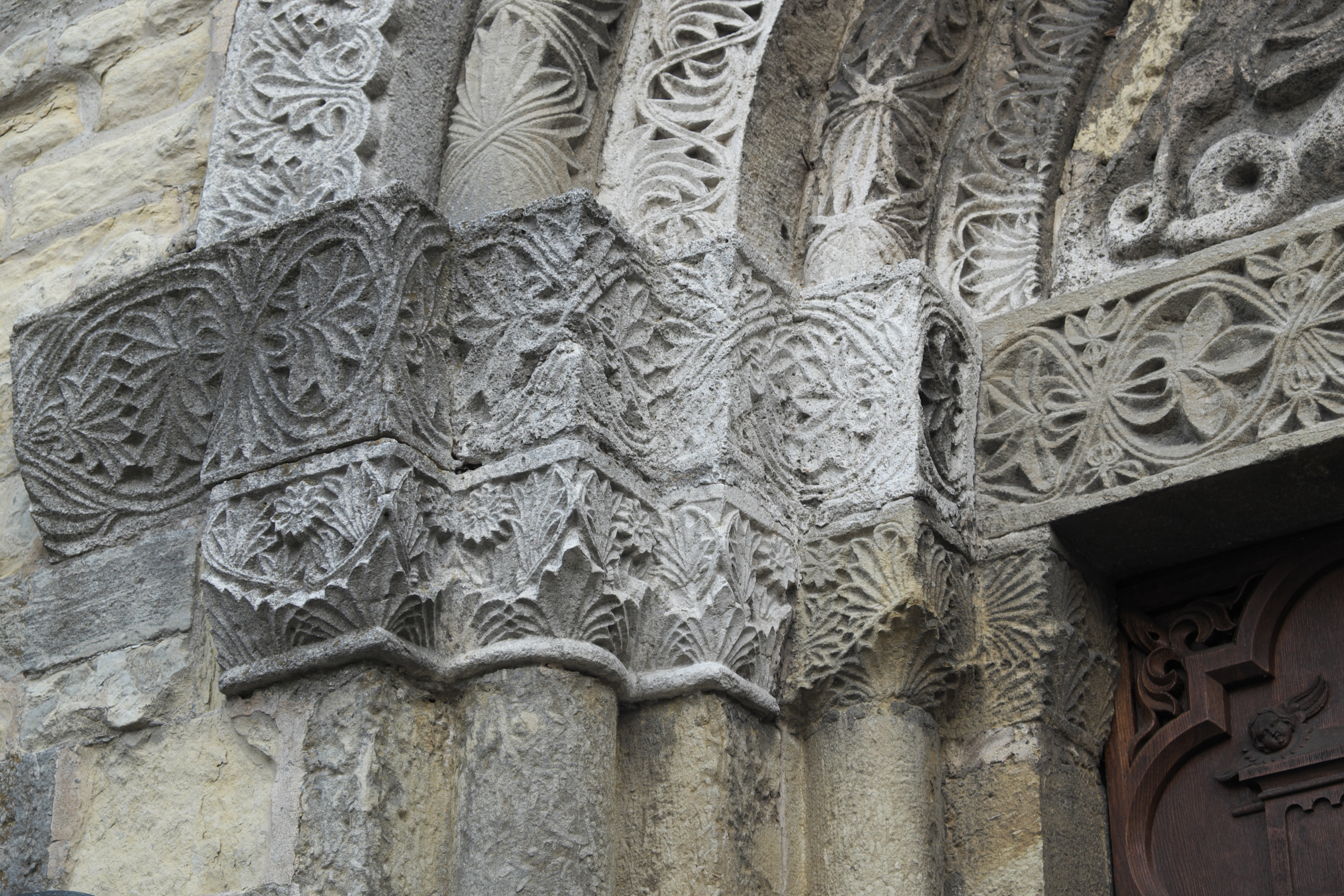
Kapitelle des Westportals

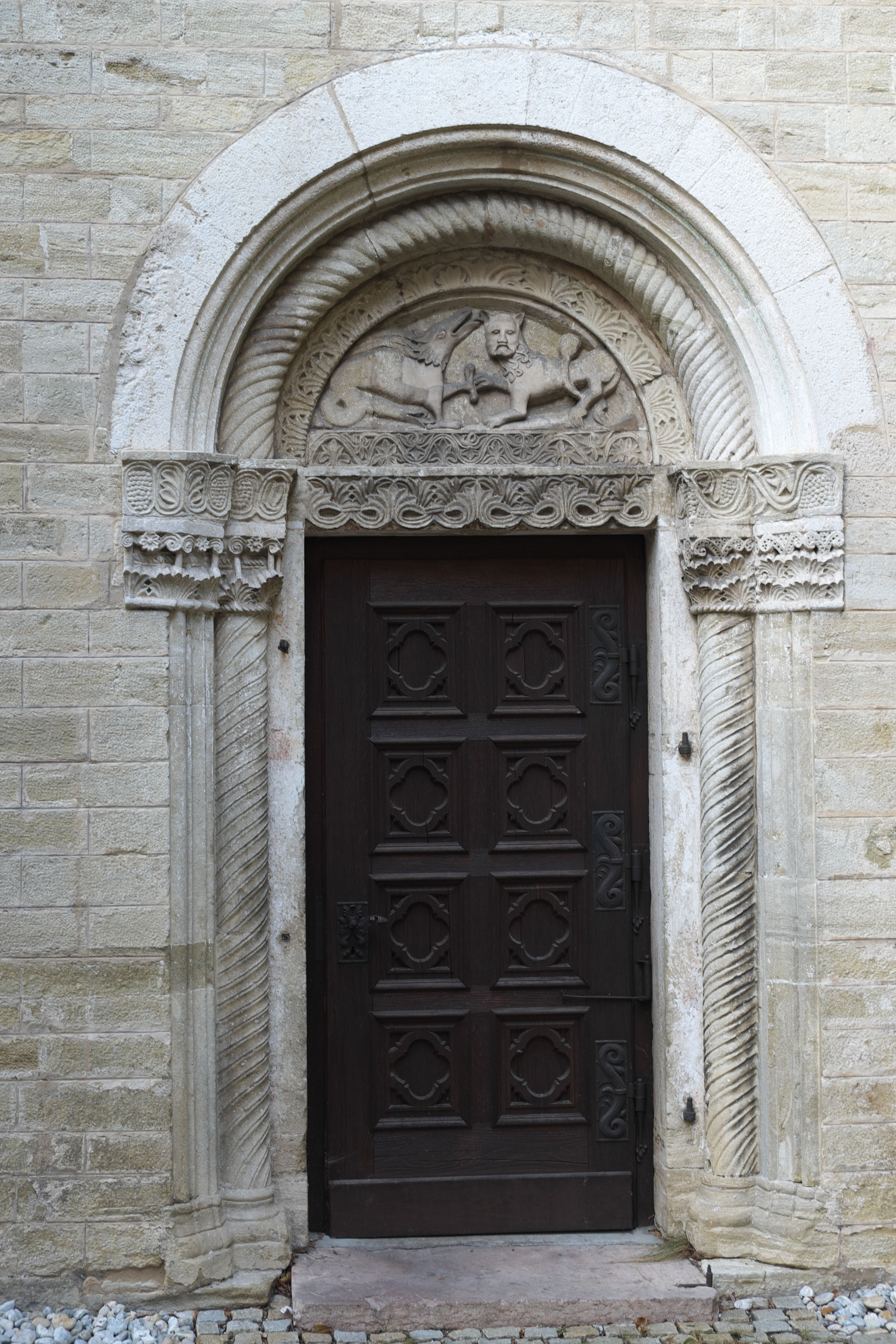
Südportal

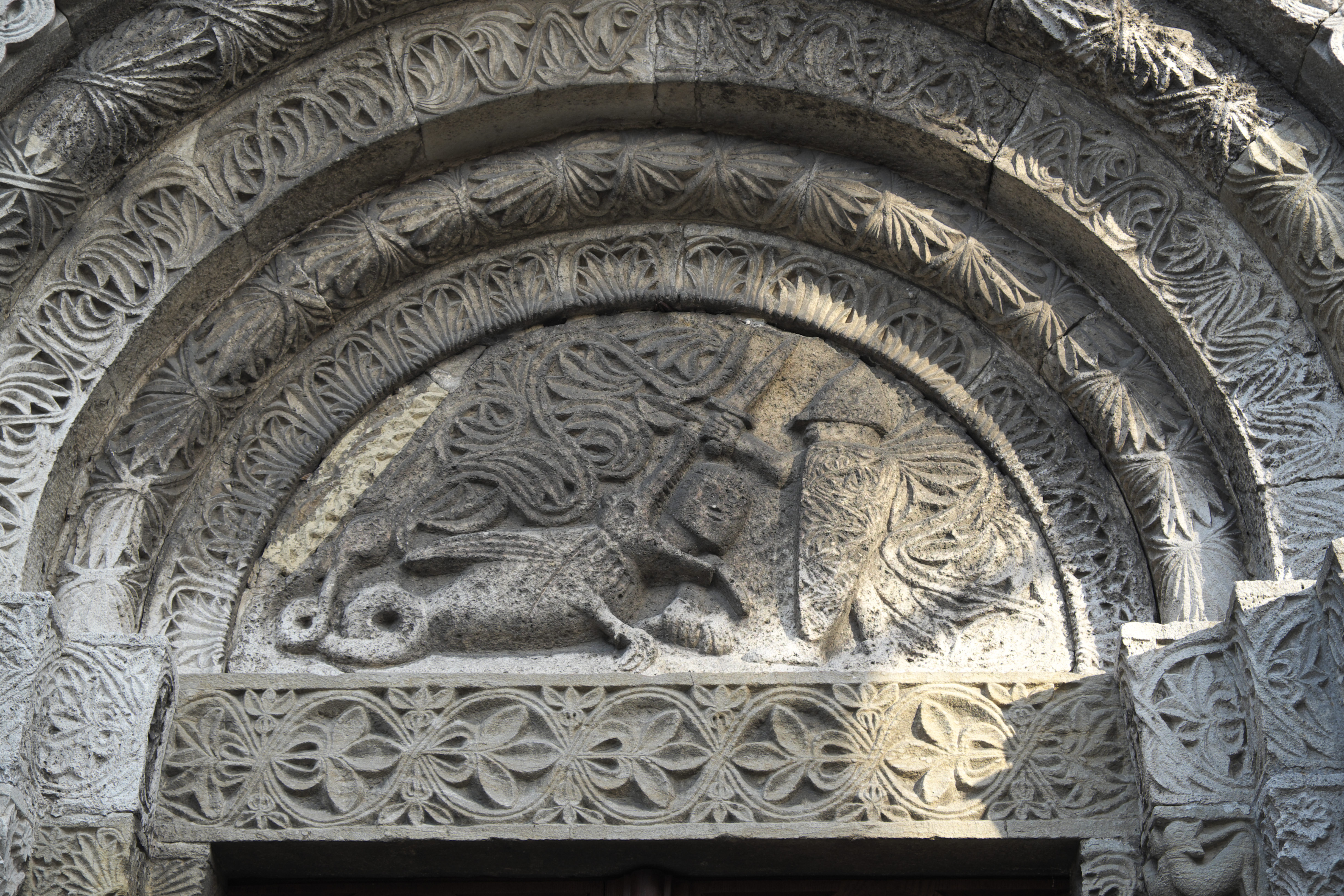
Tympanon des Westportals
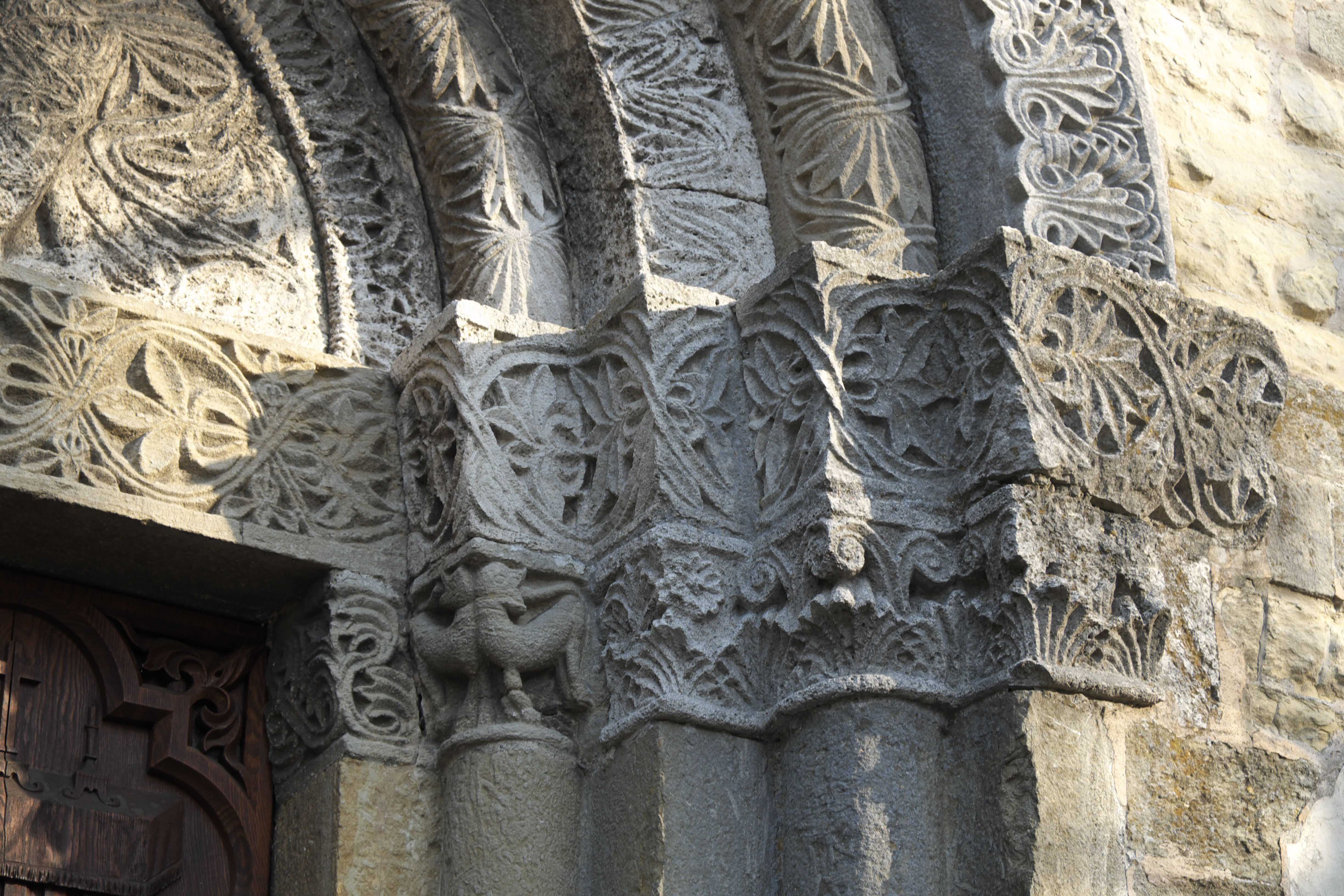
Kapitelle des Westportals

### Südportal

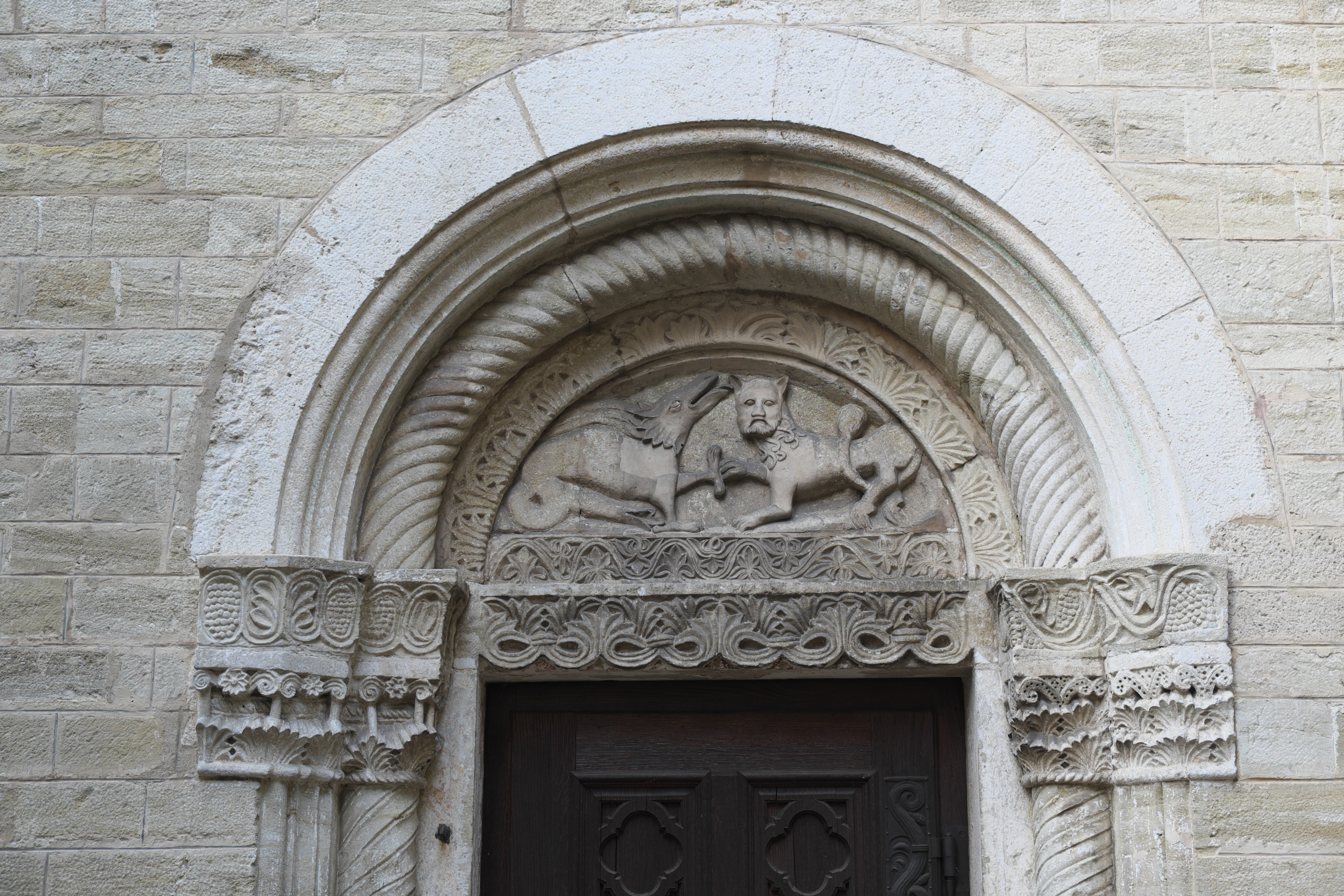
Tympanon des Südportals

Das Südportal wird von zwei Säulen mit gedrehten Schäften gerahmt, deren Verzierung sich auf der mittleren Archivolte fortsetzt. Die innere Archivolte, der Türsturz und die Kapitelle sind mit Friesen von stilisierten Blättern und spiralförmigen Ornamenten verziert, auf den Kämpfern über den Kapitellen sind Weinlaub und Trauben dargestellt. Das Relief des Tympanons stellt den Kampf eines Löwen mit einem Fabelwesen, einem Greifen oder Basilisken, dar, eine symbolhafte Darstellung des Kampfes des Guten gegen das Böse.

### Innenraum

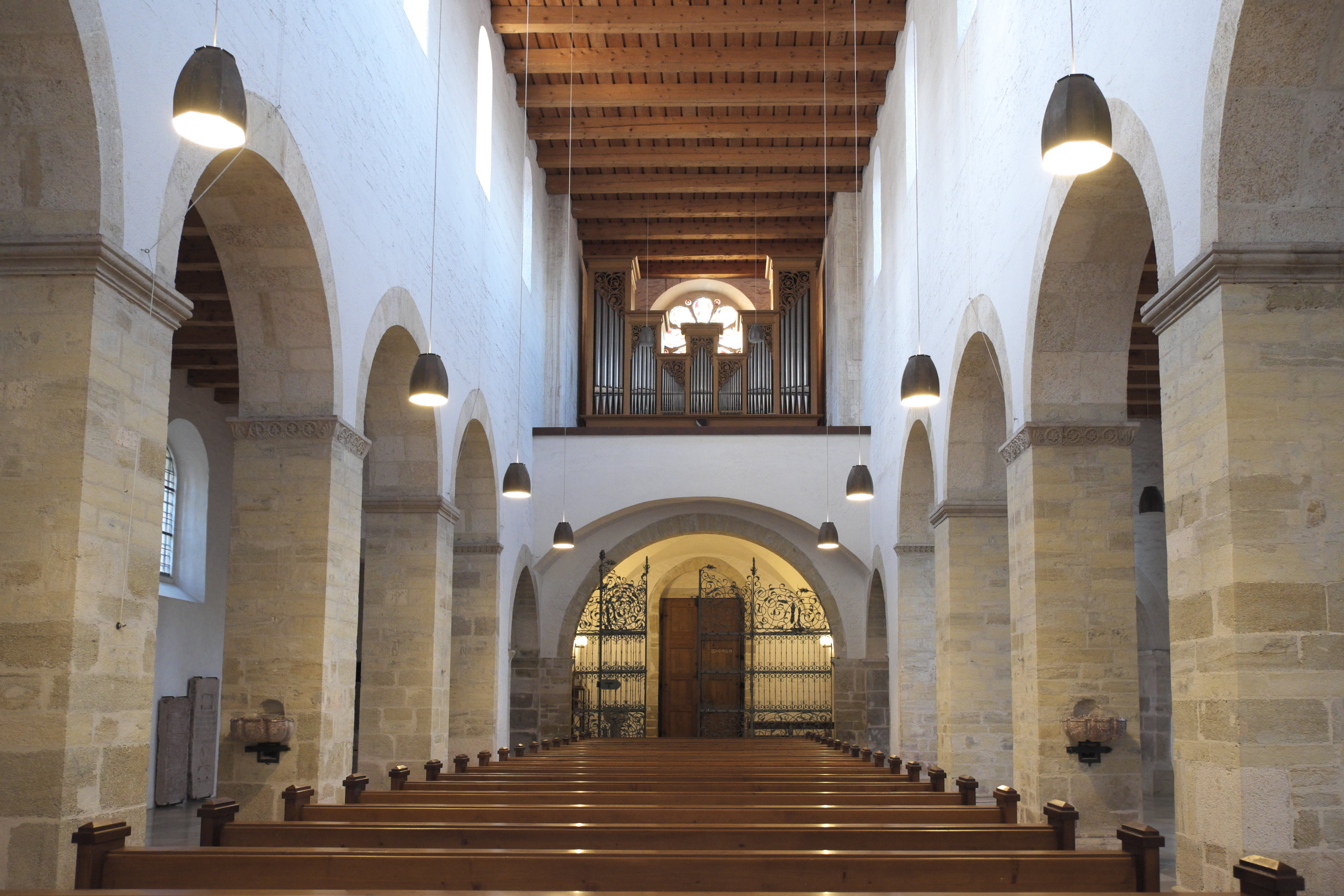
Innenraum, Blick zur Empore

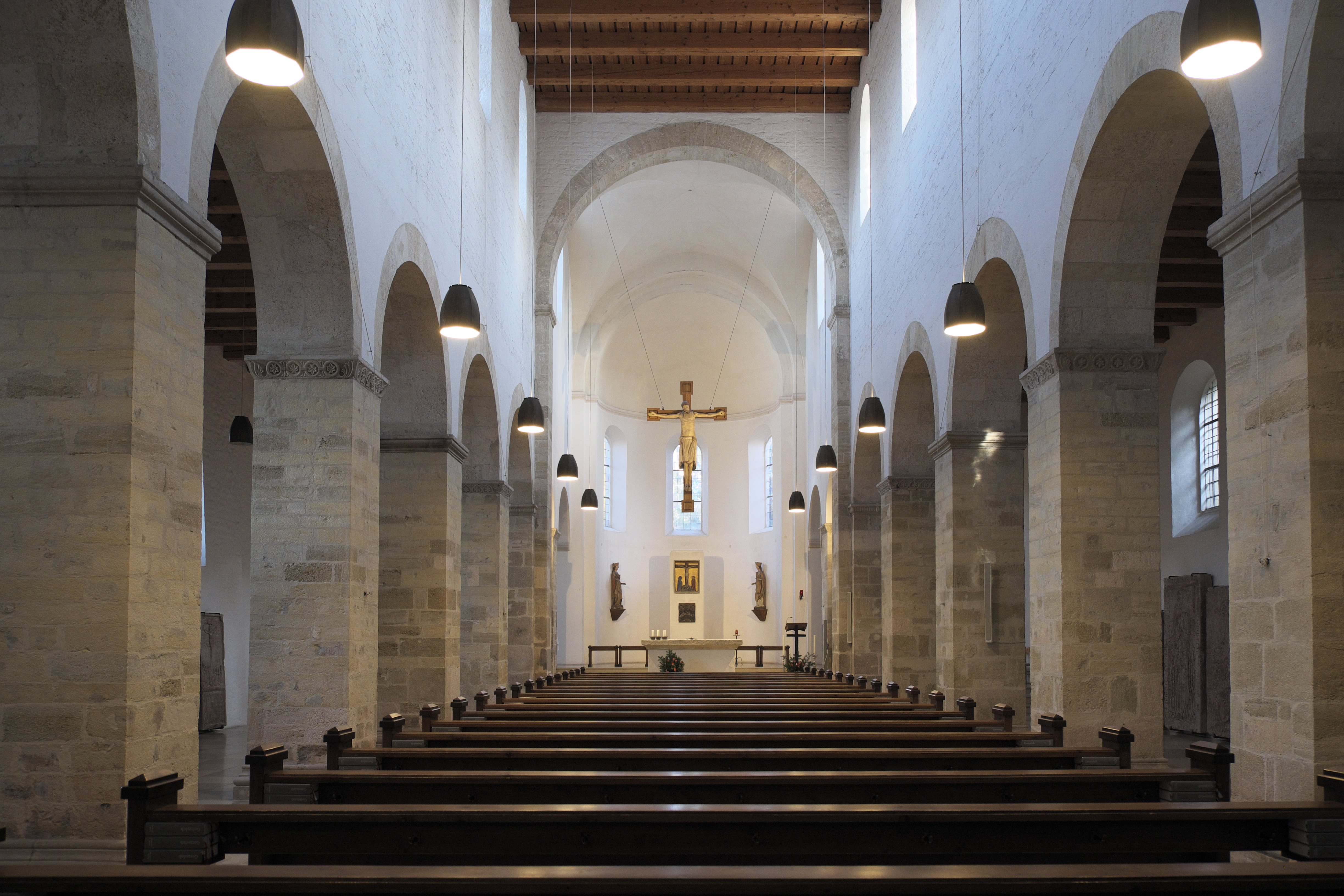
Innenraum, Blick zum Chor

Das dreischiffige, mit einer flachen Holzdecke gedeckte Langhaus wird in sechs Joche gegliedert. Weite Rundbogenarkaden, die auf quadratischen, mit Kämpferkapitellen versehenen Pfeilern aufliegen, öffnen das Hauptschiff zu den beiden Seitenschiffen. Die Verzierung der Kämpfer mit herz- und kreisförmig gerahmten Blattornamenten stammt aus dem 19. Jahrhundert.
An das Langhaus schließt sich ohne ein dazwischenliegendes Querhaus das Chorquadrat an. Dieses wird wie die beiden östlichen Seitenschiffjoche von einem Kreuzgratgewölbe gedeckt. Der Chor und die Seitenschiffe schließen mit leicht eingezogenen, von Halbkuppeln gedeckten Apsiden.
Den westlichen Abschluss des Langhauses bildet eine Empore, auf der die Orgel eingebaut ist. Die darunter liegende Vorhalle wird wie die beiden seitlichen Räume unter den Türmen von einem Kreuzgratgewölbe gedeckt. Die Einwölbung der westlichen Joche dient der Verstärkung der Turmuntergeschosse.

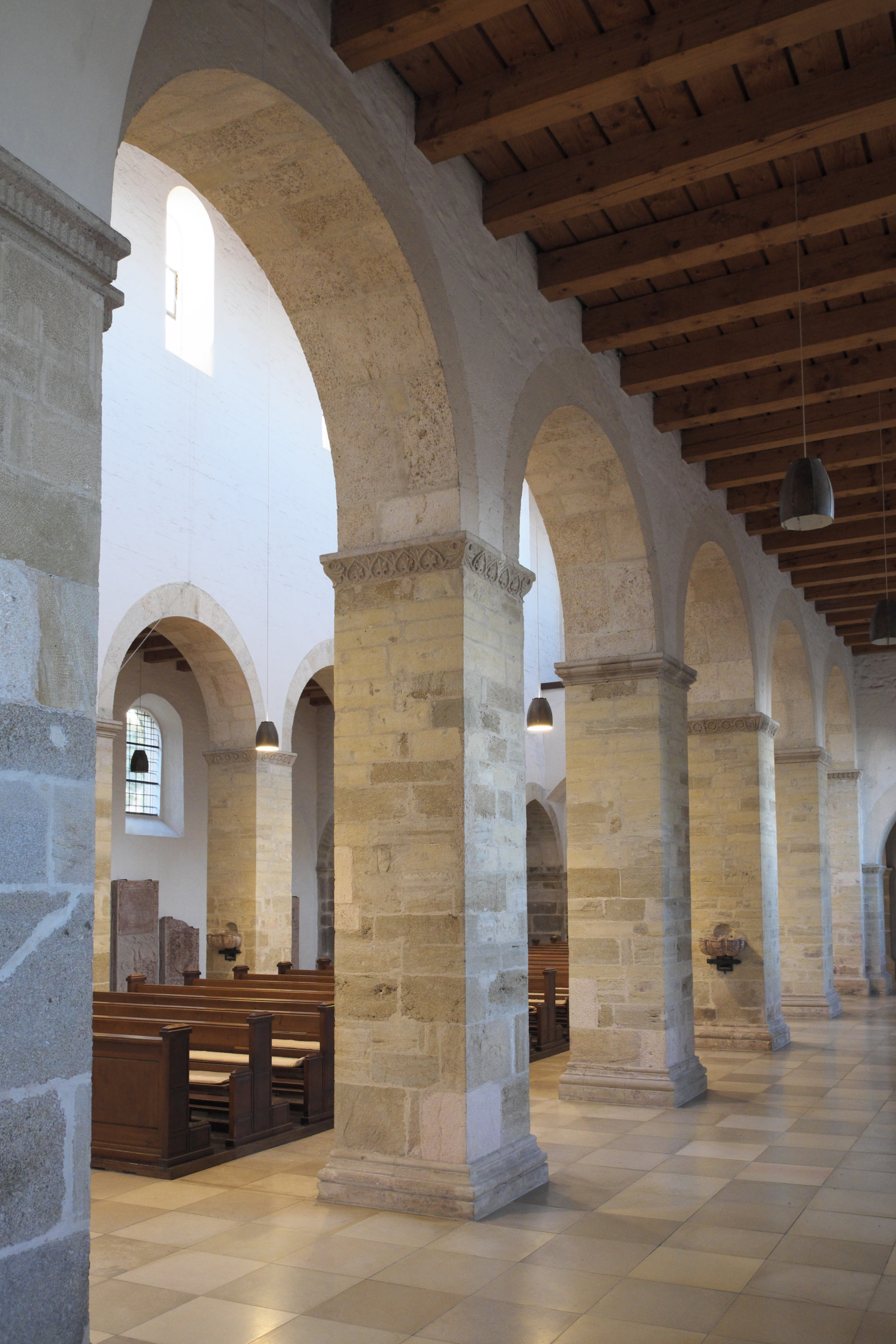
Mittelschiffarkaden
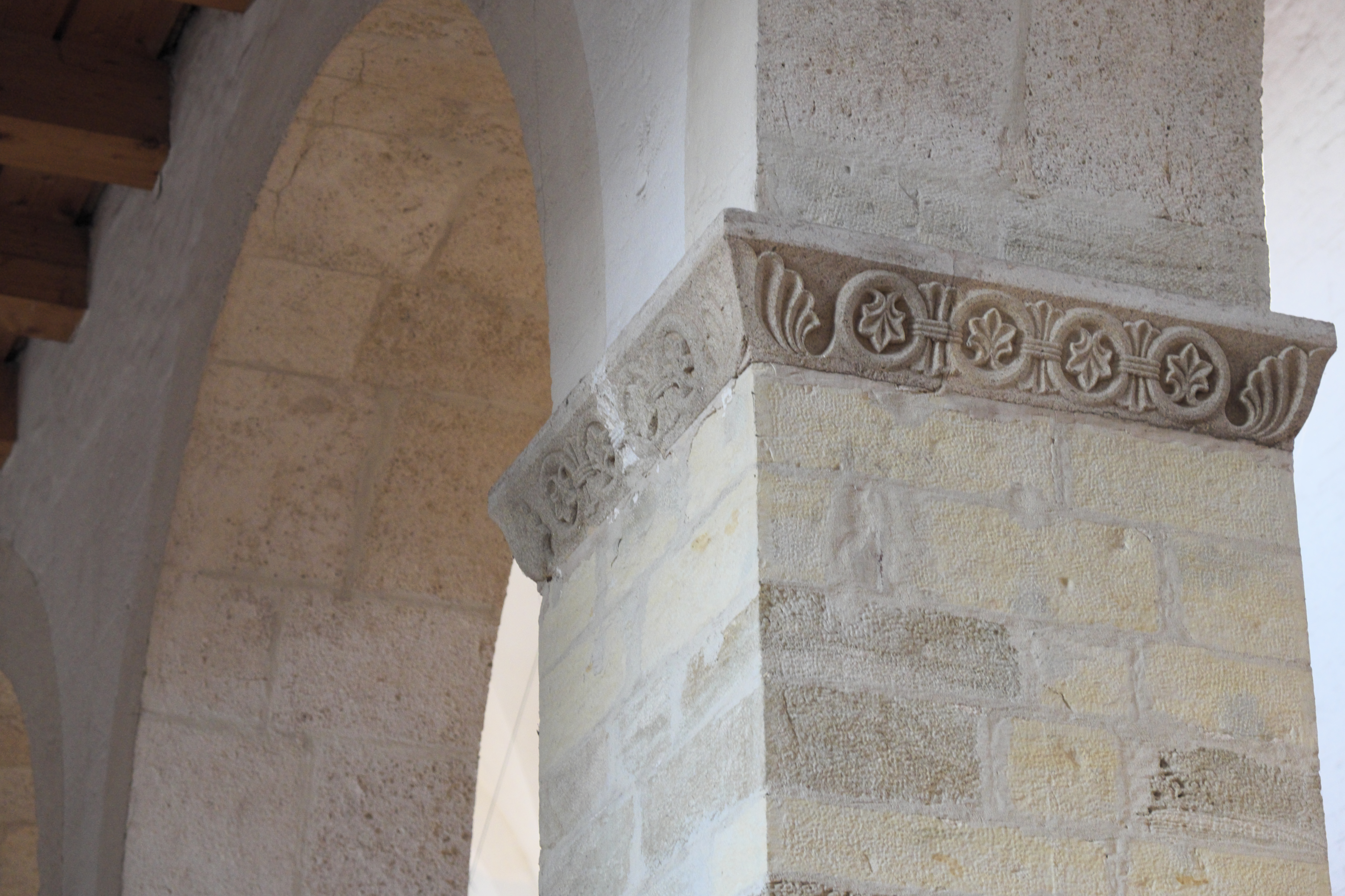
Kampferkapitell

## Ausstattung

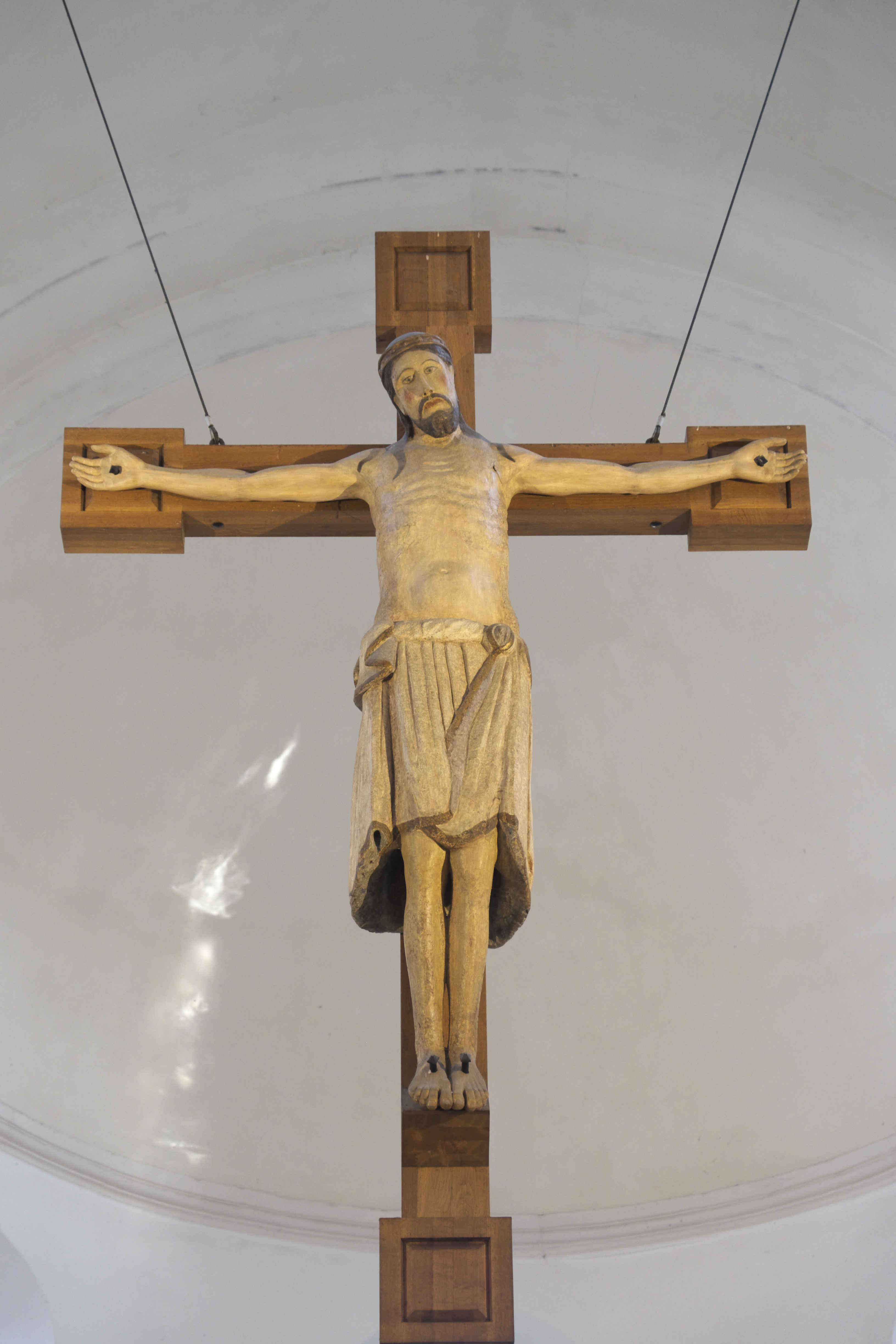
Triumphkreuz

- Das unter dem Chorbogen hängende romanische Triumphkreuz gehört zur ursprünglichen Ausstattung der Kirche. Es ist ein Kruzifix des Viernageltypus und stammt aus der Zeit um 1200. Christus ist mit einem knielangen Lendenschurz bekleidet dargestellt.
- Die holzgeschnitzte Pietà wird um 1340 datiert.
- Die beiden Schnitzfiguren der heiligen Katharina, die mit ihrem Attribut, dem Rad, dargestellt ist, und der heiligen Barbara, mit dem Turm in der Hand, werden ins frühe 15. Jahrhundert datiert.
- In die in der Apsis aufgestellte Tabernakelstele ist ein farbig gefasstes Steinrelief mit der Darstellung der Kreuzigungsgruppe mit Maria und Johannes eingelassen, das aus der Zeit um 1500 stammt.

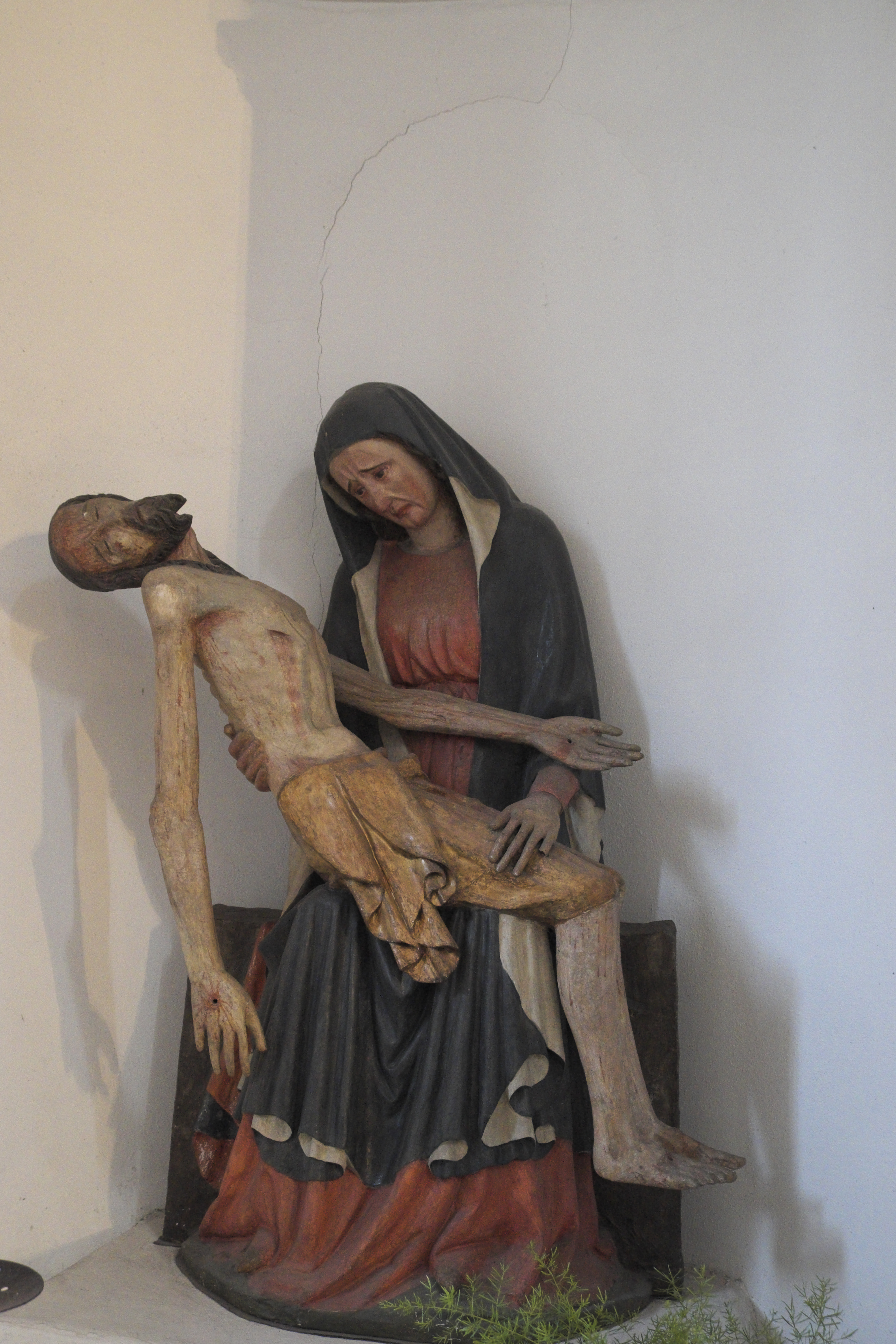
Pietà
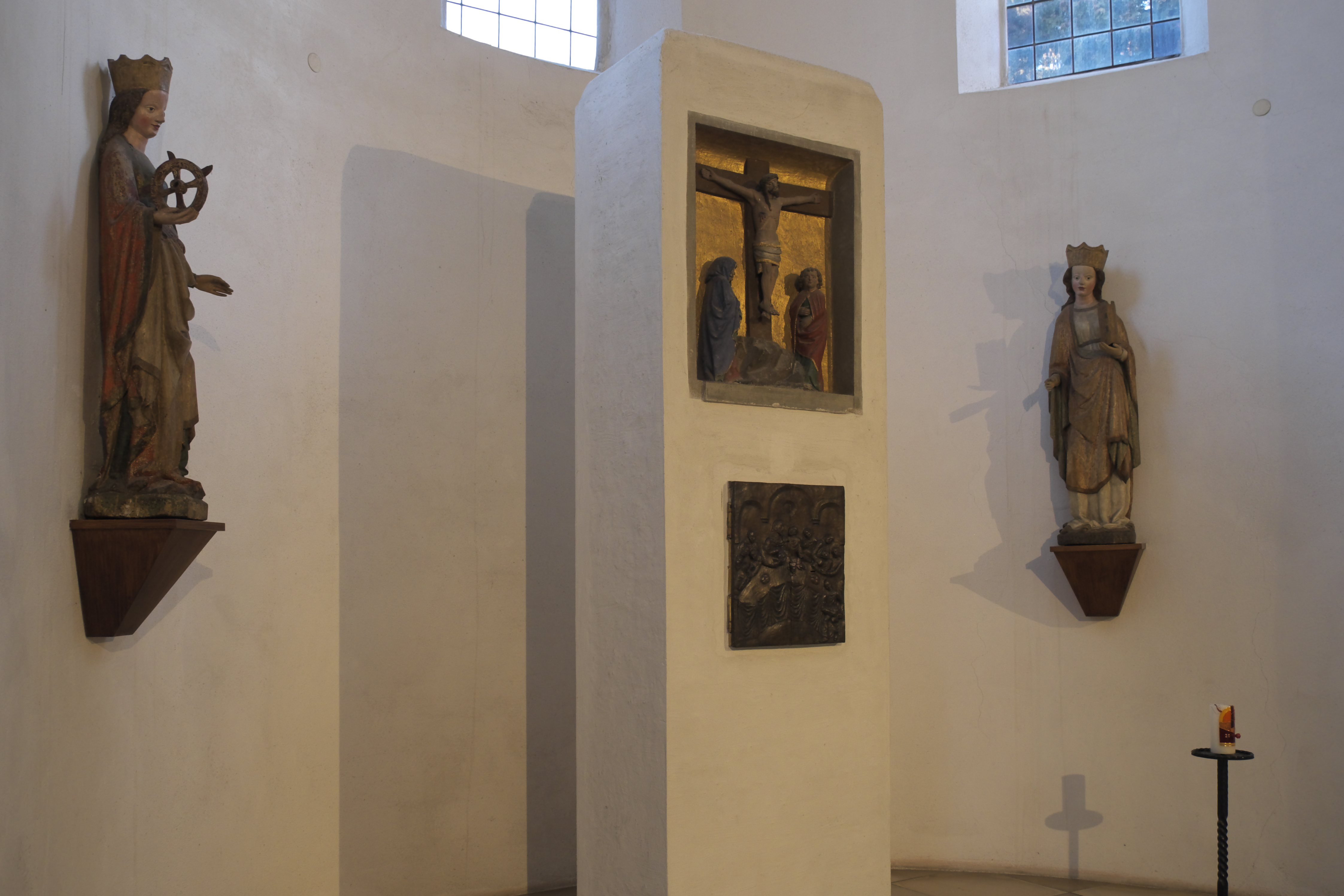
Tabernakelstele, heilige Katharina und heilige Barbara
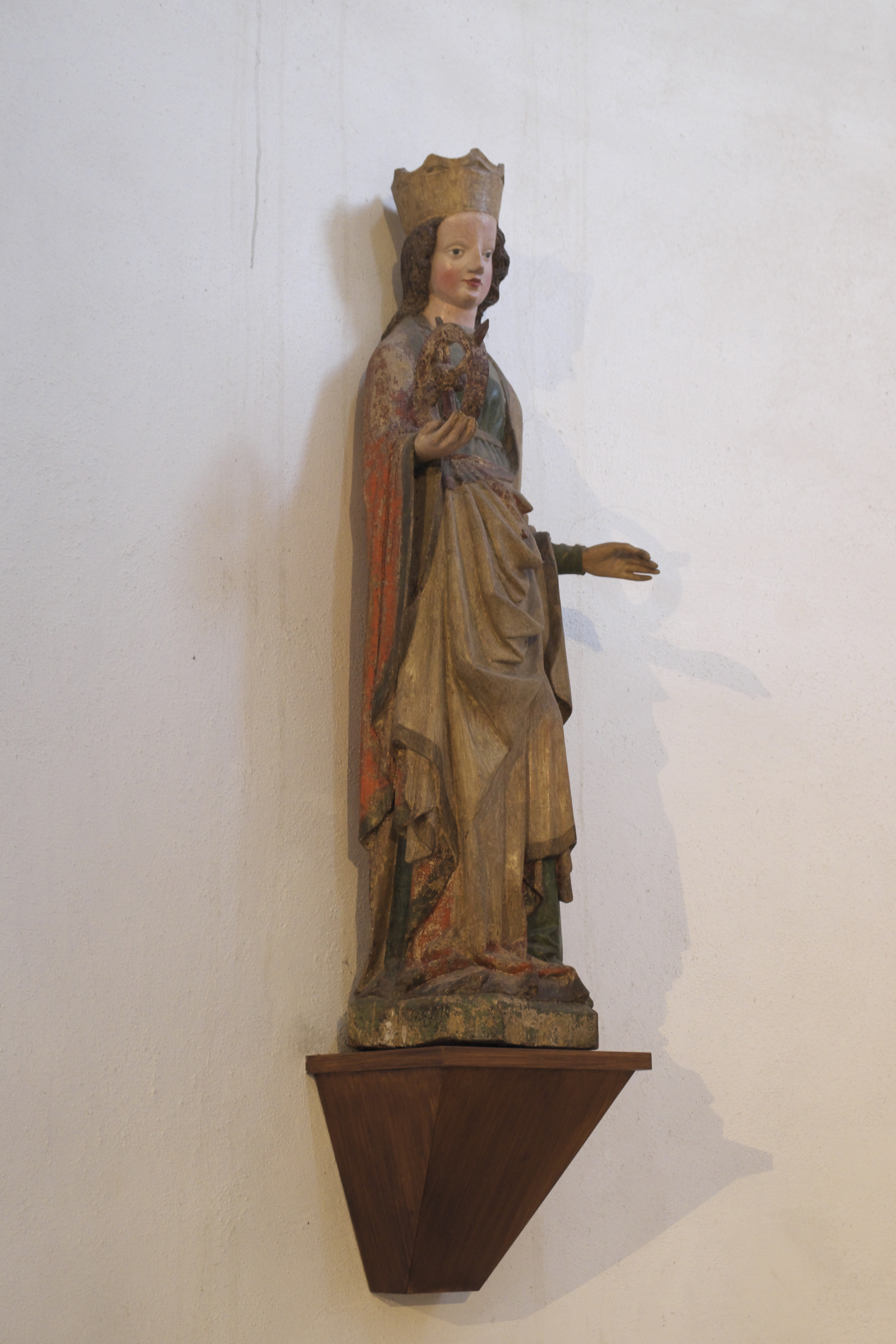
Heilige Katharina
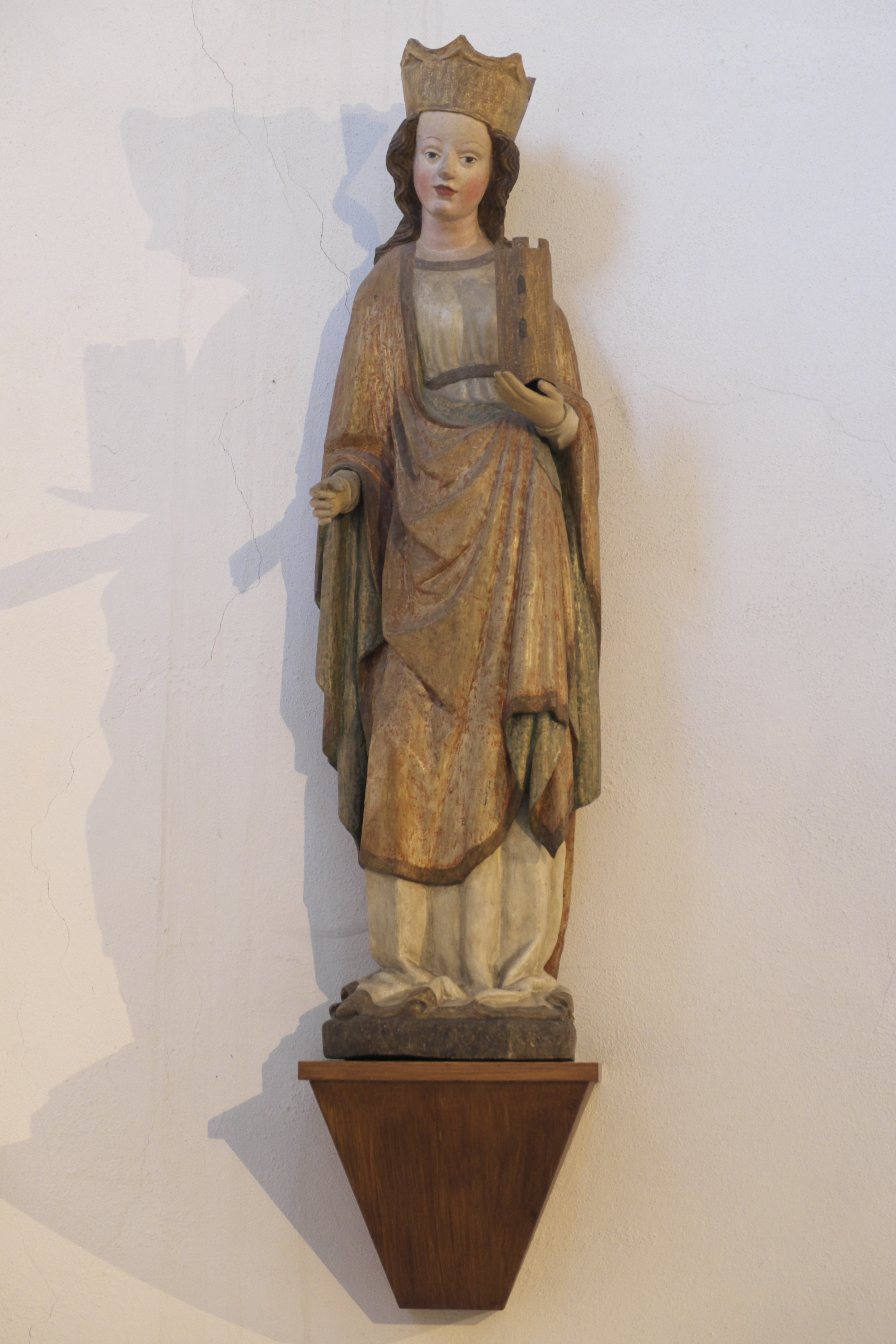
Heilige Barbara

## Grabmale und Epitaphien

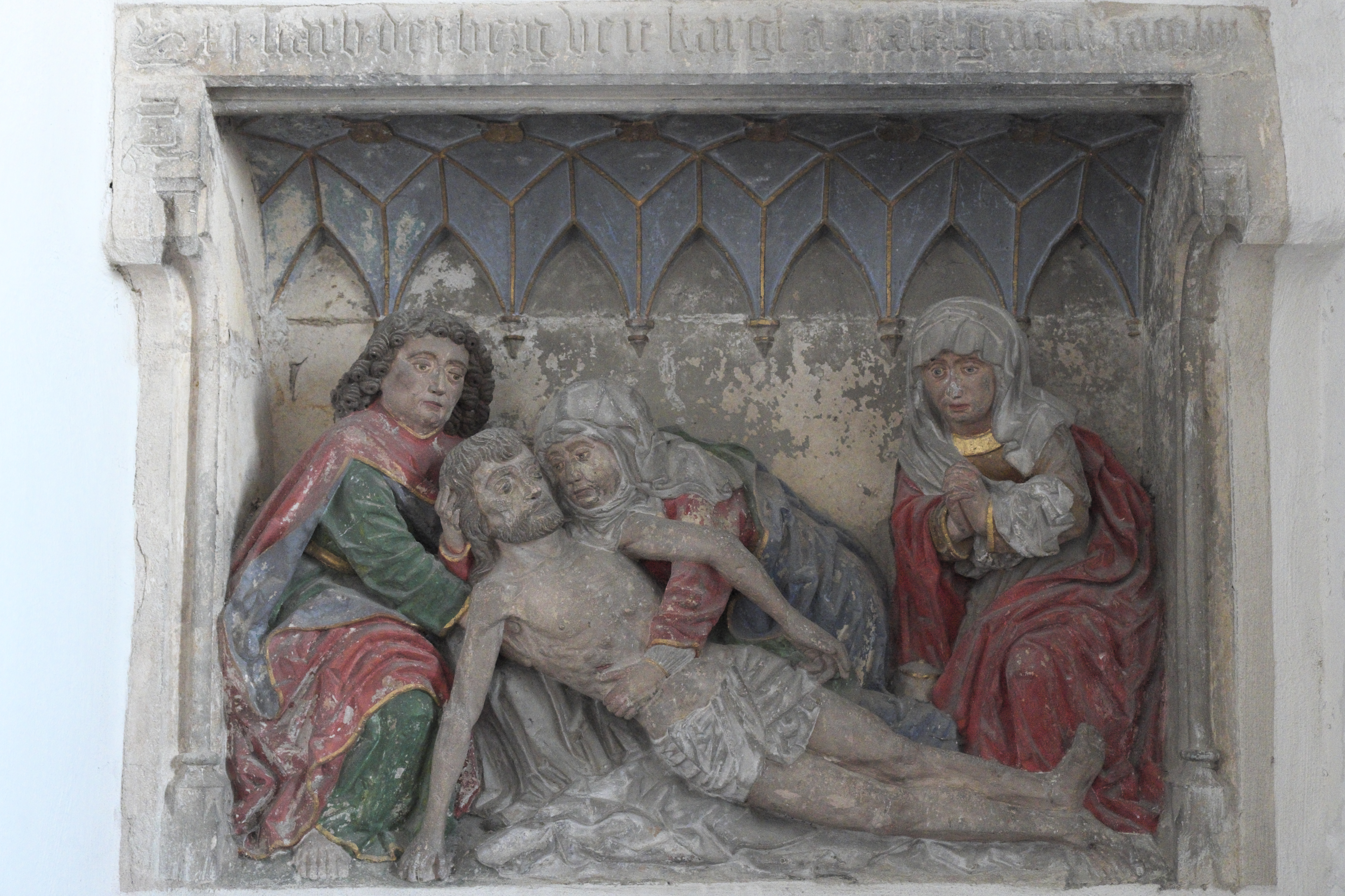
Beweinung Christi

- An den Seitenschiffwänden sind zahlreiche Grabsteine aufgestellt.
- Im südlichen Seitenschiff steht ein schmuckloser spätrömischer Steinsarkophag, der bei archäologischen Ausgrabungen im Jahr 1974 entdeckt wurde.
- In der nördlichen Turmkapelle befindet sich das Epitaph für Veit Kargl von 1511. Es besteht aus Kalkstein und ist mit einem farbig gefassten Hochrelief der Beweinung Christi skulptiert.

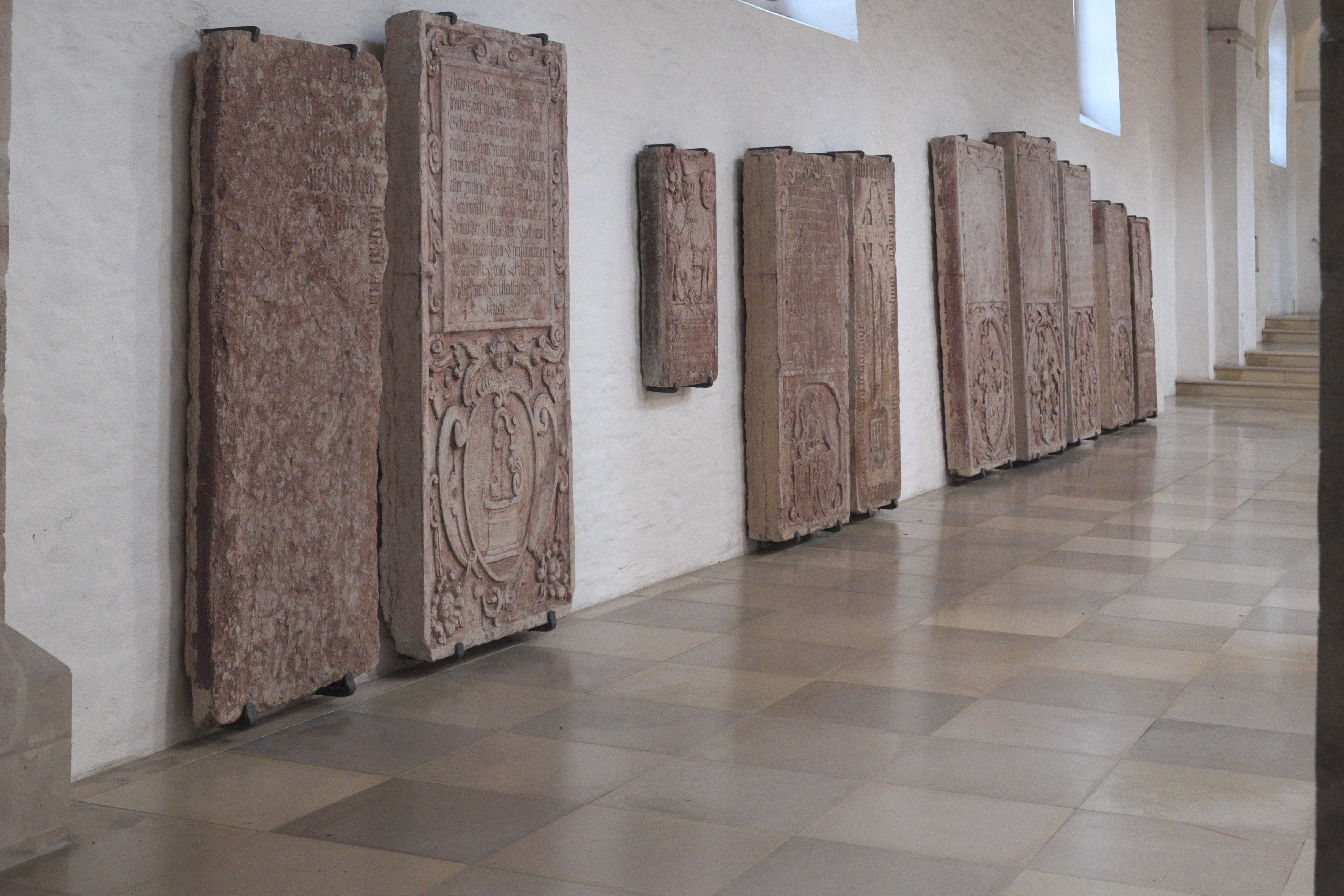
Grabplatten
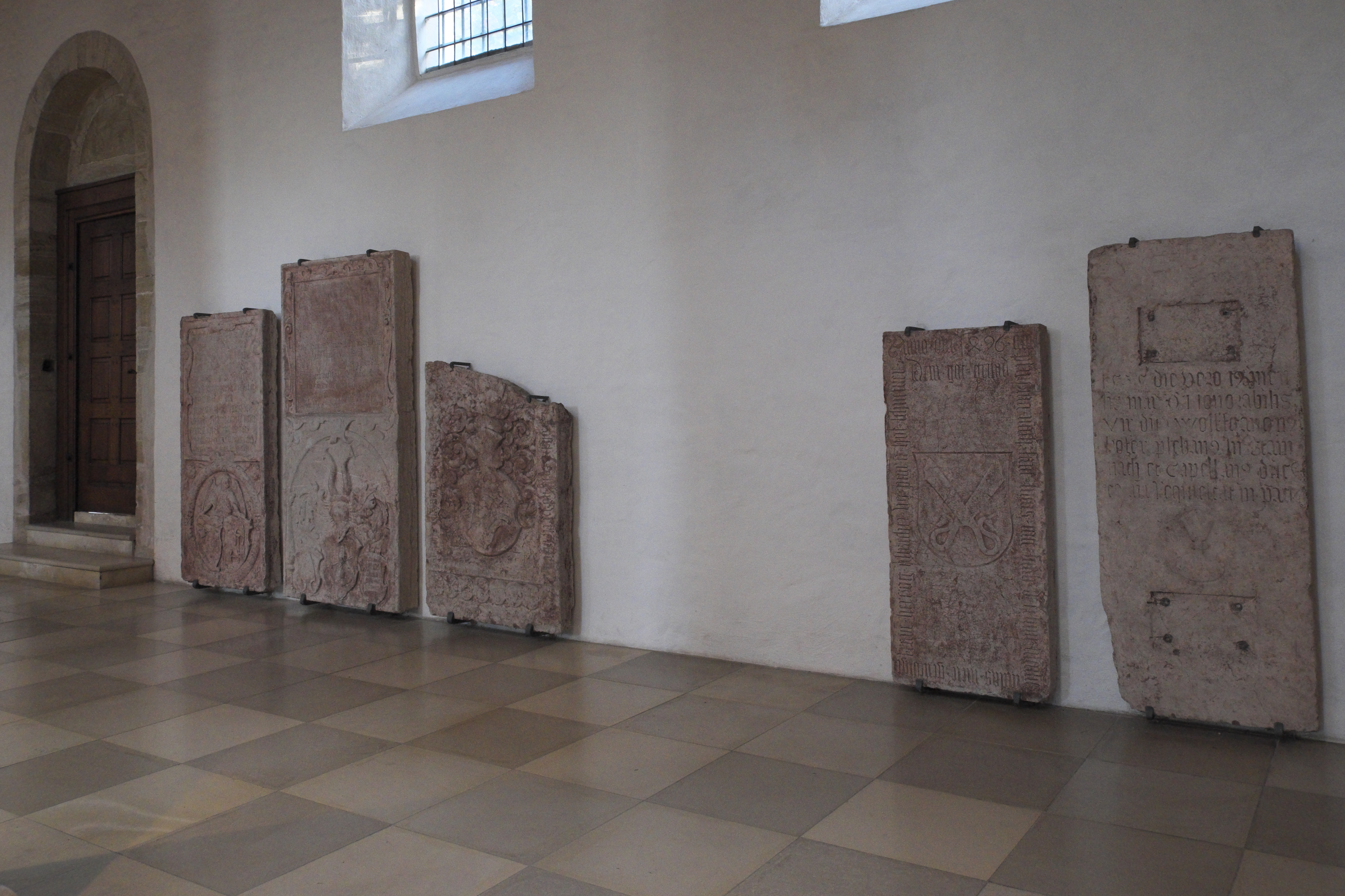
Grabplatten

## Kapellen

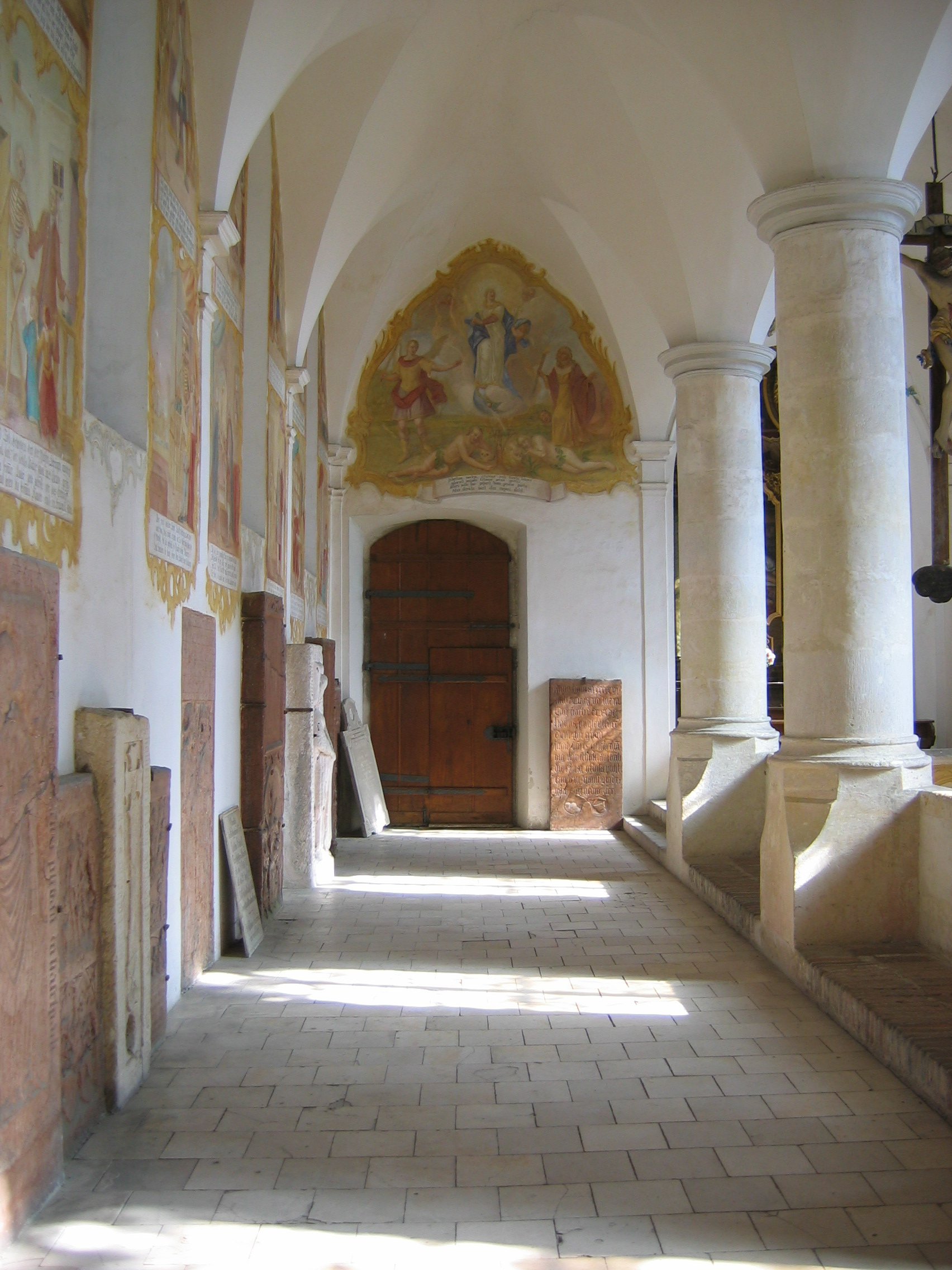
Totentanzkapelle

Der umliegende Friedhof von St. Peter umfasst drei freistehende Kapellen:
- Die Kapelle Unserer Lieben Frau, erbaut um 1425, mit einem Beinhaus aus dem 15. Jahrhundert
- Die Agnes-Bernauer-Kapelle, erbaut 1436, als Grabstätte der 1435 hingerichteten Geliebten Herzog Albrechts III. von Bayern-München
- Die Totentanzkapelle, erbaut 1486, mit einem umfangreichen Zyklus von Gemälden des Totentanzes. Die Fresken wurden durch den Rokoko-Künstler Felix Hölzl († 1774), einen Einwohner von Straubing, im Jahr 1763 geschaffen.

## Trivia
Auf dem Friedhof St. Peter sind einige Gräber mit QR-Code-Schildern versehen. Mit einem geeigneten Smartphone oder Tablet können somit Informationen zur jeweiligen Grabstätte abgerufen werden.